# Abdelkrim el-Hadríúí
Abdelkrim el-Hadríúí (arabul: عبد الكريم الحضريوي); 1972. március 6. –) marokkói válogatott labdarúgó.

## Pályafutása

### Klubcsapatban
1989 és 1996 között az AS FAR csapatában játszott. 1997 és 1998 között a Benfica, 1998 és 2002 között az AZ Alkmaar játékosa volt. 2002 és 2004 között Belgiumban a Charleroi csapatát erősítette. 2004 és 2005 között a Ittihad Hemiszet együttesében szerepelt. 

### A válogatottban
1992 és 2001 között 72 alkalommal játszott a marokkói válogatottban és 4 gólt szerzett. Tagja volt az 1992. évi nyári olimpiai játékokon résztvevő válogatott keretének és részt vett az 1994-es és az 1998-as világbajnokságon, illetve az 1998-as és a 2000-es afrikai nemzetek kupáján.

#### Gólja a válogatottban
| 1.                           | 1994. február 6.  | Sardzsa stadion, Sardzsa, Egyesült Arab Emírségek | Szlovákia | 1–2 | Győzelem | Barátságos            |
| 2.                           | 1994. március 23. | Stade Josy Barthel, Luxembourg, Luxemburg         | Luxemburg | 1–2 | Győzelem | Barátságos            |
| 3.                           | 1996. március 20. | Al-maktúm stadion, Dubaj, Egyesült Arab Emírségek | Egyiptom  | 0–2 | Győzelem | Barátságos            |
| 4.                           | 1997. május 31.   | Stade Moulay Abdallah, Rabat, Marokkó             | Etiópia   | 4–0 | Győzelem | 1998-as ANK-selejtező |
| Correct as of 7 October 2015 |                   |                                                   |           |     |          |                       |

## Sikerei, díjai
Benfica
- Portugál kupadöntős (1): 1996–97